# Lijst van nationale parken in Gabon
Hieronder staat een lijst van nationale parken  in Gabon. Gabon heeft 13 nationale parken. Eén nationaal park (Nationaal park Lopé) is gemengd Unesco-Werelderfgoed onder de titel Ecosysteem en cultuurlandschap van Lopé-Okanda, een tweede nationaal park (Nationaal park Ivindo) werd in 2021 erkend als natuurlijk werelderfgoed.
| Nationaal Park                  | Kenmerken                         | Stichtingsjaar | Grootte (km2) | Foto |
| ------------------------------- | --------------------------------- | -------------- | ------------- | ---- |
| Nationaal park Plateaux Batéké  | -                                 | 2002           | 2.042 km²     |      |
| Nationaal park Akanda           | -                                 | 2002           | 540 km²       |      |
| Nationaal park Birougou         | tropisch regenwoud                | 2002           | 690 km²       |      |
| Nationaal park Ivindo           | Indrukwekkende watervallen        | 2002           | 3.000 km²     |      |
| Nationaal park Loango           | lagunen                           | 2002           | 1.550 km²     |      |
| Nationaal park Lopé-Okanda      | savannegebied                     | 2002           | 4.913 km²     |      |
| Nationaal park Mayumba          | broedgebied van de lederschildpad | 2002           | 870 km²       |      |
| Nationaal park Minkébé          | tropisch oerwoud                  | 2002           | 7.570 km²     |      |
| Nationaal park Monts de Cristal | grote variëteit aan planten       | 2002           | 1.200 km²     |      |
| Nationaal park Moukalaba-Doudou | tropisch regenwoud en savannen    | 2002           | 4.500 km²     |      |
| Nationaal park Mwagné (Mwagna)  | tropisch regenwoud                | 2002           | 1.160 km²     |      |
| Nationaal park Pongara          | mangrovebossen                    | 2002           | 929 km²       |      |
| Nationaal park Waka             | tropisch regenwoud                | 2002           | 1.000 km²     |      |